# یوکلدی (قمر)
یوکلدی (به انگلیسی: Eukelade)، (یونانی: Ευκελάδη) که با نام ژوپیتر XLVII هم خوانده می‌شود، از قمرهای مخالف ‍گرد سیاره مشتری است. این قمر در سال۲۰۰۳ توسط تیمی از ستاره شناسان دانشگاه هاوایی به رهبری اسکات اس.شپرد و همکارانش کشف شد؛ و با نام موقت اس/۲۰۰۳جی ۱ نامگذاری شد. 
یوکلدی حدود۴ کیلومتر قطر دارد. متوسط مدارش ۲۳٬۴۸۴ مگامتر است و دوره آن ۷۳۵٫۲۰۰ روز بوده و انحراف آن ۱۶۴ درجه نسبت به دائرةالبروج و (۱۶۵ درجه نسبت به استوای مشتری) است. حرکت این قمر رجوعی و خروج از مرکز مدار آن ۰٫۲۸۲۹ است.
در ماه مارس ۲۰۰۵ به نام یوکلدی نامیده شد که بنابر توصیف تعدادی از نویسندگان یونانی یکی از موزها و بنابراین دختر زئوس (ژوپیتر) است.
این قمر به گروه کارمه تعلق دارد که قمرهای نامنظمی دارد که با حرکت مخالف گرد و فاصله بین ۲۳ و ۲۴ گیگامتر وانحراف ۱۶۵درجه بدور مشتری می‌چرخند.